# Fundulopanchax avichang
Fundulopanchax avichang es una especie de pez de agua dulce la familia de los notobránquidos en el orden de los ciprinodontiformes.

## Morfología
Los machos pueden alcanzar los 2,6 cm de longitud total.

## Distribución geográfica
Se encuentran en África: Guinea Ecuatorial.